# Cordylanthus tecopensis
Cordylanthus tecopensis là loài thực vật có hoa thuộc họ Cỏ chổi. Loài này được Munz & Roos mô tả khoa học đầu tiên năm 1950.